# آنالیز وب
آنالیز وب سایت یک ابزار اندازه‌گیری، جمع‌آوری، پردازش و گزارش از اطلاعات وب برای هدف درک و بهینه‌سازی کاربردهای آن است. به هر حال، آنالیز وب فقط برای اندازه‌گیری ترافیک نیست، اما ابزاری برای بازاریابی و تجارت و ارزیابی و بهبود عملکرد یک وبگاه محسوب می‌شود. نرم‌افزارهای کاربردی آنالیز وب به شرکت‌ها کمک می‌کنند تا نتیجه کار و کمپین‌های تبلیغاتی خودشان را ببینند؛ و اینکه بعد از ایجاد یک کمپین تبلیغاتی ترافیک به سمت سایت آن‌ها چگونه در حال تغییر است. آنالیز وب شامل اطلاعات تعدا بازدید کنندگان و تعداد دیده شدن صفحات است. این ابزار به اندازه‌گیری ترافیک یک وب سایت و محبوبیت عوام از این سایت کمک می‌کند.

## گام‌های اساسی از فرایند تجزیه و تحلیلترافیک وب

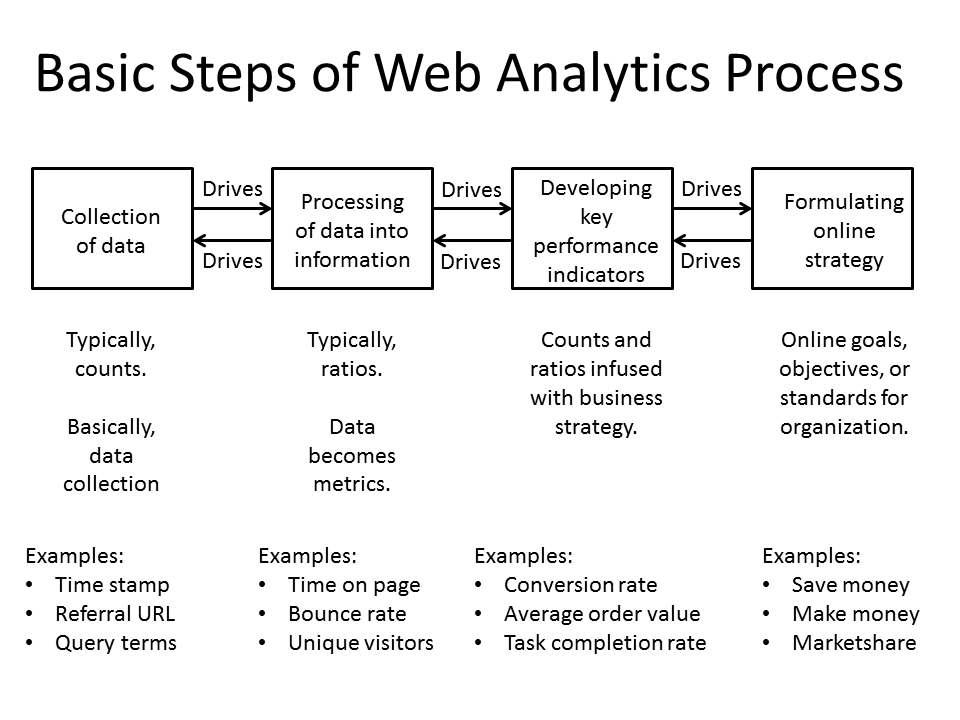
گام‌های اساسی از فرایند تجزیه و تحلیل ترافیک وب

### جمع‌آوری اطلاعات
این قسمت مربوط به جمع‌آوری ابتدایی اطلاعات سایت است و اینکه چگونه این اطلاعات جمع‌آوری می‌شود.

### پردازش اطلاعاتجمع‌آوری شده
این قسمت مربوط به تبدیل اطلاعات به انواع نرخ‌ها برای اندازه‌گیری است.

### گسترش KPI
این قسمت مربوط به استفاده از نرخ‌ها در قسمت قبل، و القا این قسمت با استراتژی‌های تجاری است؛ که به شاخص‌های کلیدی عملکرد اشاره دارد (KPI: Key Performance Indicator).

### استراتژی فرمول بندی آنلاین
اهمیت این بخش در مورد اهداف، به عینیت درآوردن، و استانداردسازی برای سازمان‌ها و تجارت‌ها است. این استراتژی‌ها معمولاً برای کسب درآمد، نگهداری درآمد یا افزایش بازار در دسترس است.

## تکنولوژی آنالیز بر روی سایت‌ها
در اینجا حداقل دو مورد آنالیز وب سایت وجود دارد؛ داخل سایت و خارج سایت.
- آنالیز اندازه‌گیری خارج سایت به اطلاعات بازدید کنندگان (فرصت‌ها)، اشتراک گذاری (نمایش‌ها) و نظرات آن‌ها مربوط می‌شود
- آنالیز داخل سایت، که بیشتر متداول است، مربوط به رفتار کاربران بر روی سایت است. برای مثال: اندازه‌گیری اینکه کدام صفحه‌های ورود سایت، در خرید آنلاین استفاده شده‌اند. آنالیز داخل سایت به اندازه‌گیری کارایی سایت و محتوای تجاری سایت شما می‌پردازد، و برای بهینه کردن واکنش بازدید کنندگان از طریق کمپین‌های بازاریابی کاربرد دارد. گوگل آنالیتیکس جنبه آنالیزور داخلی سایت را بر عهده دارد.

از نظر تاریخی، آنالیزور وب برای اندازه‌گیری‌های داخلی سایت طراحی شده بوده‌است. به هر حال، دو تکنیک اساسی برای جمع‌آوری اطلاعات وجود دارد. یک روش تجاری است که سرورها logfileها را از طریق مرورگر هنگامی که یک فایل درخواست می‌شود می‌خوانند. در روش دوم، تگ‌های صفحه، از جاوا اسکریپت استفاده می‌کنند تا در خواست‌ها را به سرورهای اختصاصی آنالیزور ارسال کنند، هنگامی که یک صفحه به وسیله مرورگر ترجمه می‌شود یا با ماوس کلیکی اتفاق می‌افتد باعث می‌شود تا همه اطلاعات جمع‌آوری شده و ترافیک را گزارش دهند.

### منبع اطلاعاتی آنالیزور وب
بنای آنالیز وب سایت‌ها بر جمع‌آوری داده‌ها و آنالیز آن‌ها در ارتباط با ترافیک وب و استفاده از الگو هاست. اطلاعات از چهار منبع اصلی می‌آیند:
- در خواست‌های مستقیم اطلاعاتی از HTTP: دریافت اطلاعات به‌طور مستقیم از هدر HTTP.
- لایه بندی شبکه و سرورها که اطلاعات مرتبط با درخواست‌های HTTP را جمع‌آوری می‌کنند: یک قسمت از درخواست‌های HTTP نیستند ولی برای انتقال اطلاعات به صورت صحیح لازم هستند، برای مثال آدرس IP درخواست مورد نظر.
- لایه اطلاعات نرم‌افزارهای کاربردی با نوع درخواست HTTP: جمع‌آوری و پردازش با نرم‌افزارهای کاربردی لایه‌ها (مانند PHP, javascript, ASP…) شامل session و آدرس‌های referral نیز می‌شود.
- داده‌های خارجی: که می‌توانند با اطلاعات داخلی یک سایت برای رفتار یک سایت و کاربردی بودن یک سایت ترکیب شوند. برای مثال، آدرس IP معمولاً با اطلاعات منطقه‌ای و سرویس دهنده‌های وب یا همان IPSها آمیخته شده‌است.[۴]

### منطقه جغرافیایی بازدید کنندگان
با استفاده از آدرس IP geolocation می‌توان موقعیت جغرافیایی بازدید کنندگان را پیگیری کرد. با استفاده از ip geolocation یا api می‌توان فهمید که بازدید کنندگان از کدام شهر، کشور هستند.
IP یک تکنولوژِی است که با استفاده از پارامترهای آن می‌توان (شهر، کشور، منطقه، ایالت و کد پستی)، نوع اتصال، نوع سرویس دهنده وب یا ISP، اطلاعات proxy و بیشتر از این‌ها را پیدا کرد. این اطلاعات برای تبلیغات اینترنتی، رفتار کاربر، اطلاعات منطقه‌ای، شخصی‌سازی و حیله‌ها را در اینترنت پیدا کرد.

### آنالیز کلیک‌ها

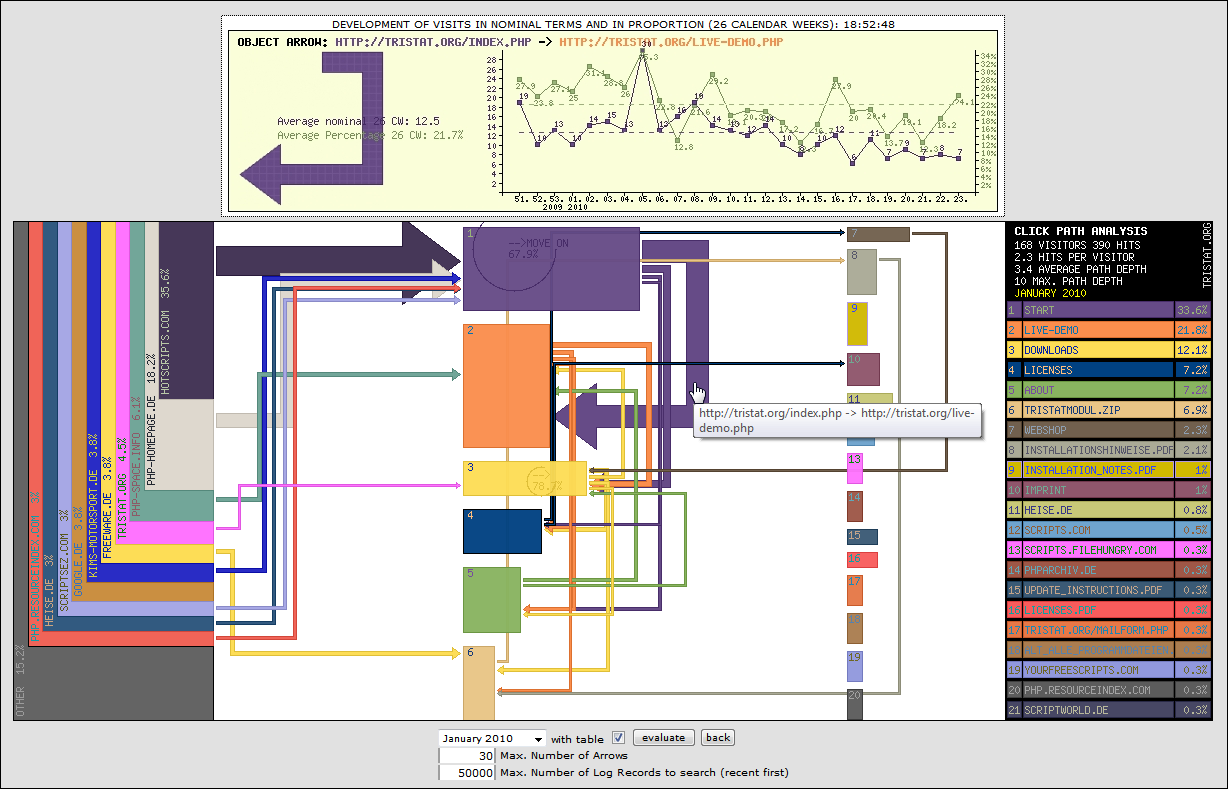
Clickpath تجزیه و تحلیل با اشاره صفحات در سمت چپ و فلش و مستطیل متفاوت در ضخامت و گستره به نماد جنبش مقدار.

آنالیز کلیک‌ها یک نوع مخصوص آنالیز وب است که توجه خاصی به کلیک افراد دارد.
به‌طور معمول، آنالیز کلیک‌ها بر روی آنالیز داخلی سایت تمرکز دارد. این برای کارایی سایت مورد استفاده قرار می‌گیرد که کاربران در سایت روی کدام بخش‌ها کلیک می‌کنند.
همچنین، click analytics یا آنالیز کلیک‌ها به صورت زنده اتفاق می‌افتد. در سایت‌های پر بازدید مانند سایت‌های خبری، ویرایشگرهای سایت یا طراحان سایت که بر روی قسمت اصلی سایت که به کاربر نمایش داده می‌شود کار می‌کنند. دوست دارند تا رفتار کاربران سایت را در زمان واقعی مشاهده کنند و ببینند که کاربر بر روی کدام قسمت‌های سایت کلیک می‌کند تا بتوانند کارایی سایت را از جهت نویسندگان و تبلیغات ارزیابی کنند.

## ابهامات متداول در آنالیز وب

### بازدید کنندگان جدید + شمارش مجدد آن‌ها برای شمارش کلی
یک مشکل متداول دیگر در آنالیز وب این است که کاربران جدید و تکرار شمارش آن‌ها، جمع کل بازدید کنندگان را تشکیل می‌دهد. البته شاید مقیاس کوچک این مسئله مشکل نداشته باشد، ولی در تعداد بالای بازدید کنندگان، نرم‌افزارهای آنالیز وب در فهم اندازه‌گیری دچار مشکل خواهند شد.

## امنیت آنالیزورها
بد نیست این را بدانید که جمع‌آوری اطلاعات به وسیلهٔ شخص سوم شاید کار امنی نباشد. کشورها، ارائه دهندگان خدمات و شبکه‌های خصوصی ممکن است در چشم آن‌ها ظاهر شوند. تمام این روش‌هایی که گفته شد و یک سری روش‌های دیگر که نام برده نشدند، یک مشکل مرکزی دارند و آن می‌توانند در برابر دستکاری شدن آسیب‌پذیر شوند. به این معنی که بسیار نا امن هستند (به دلایل منطقی مدل‌های امنیتی). تمام این نظریه‌هایی که در این نوشته بیان تئوری هستند برای اطلاعات بیشتر می‌توانید به نوشته زیر بروید.

## کتابشناسی
- Clifton, برایان (۲۰۱۰) پیشرفته معیارهای وب با گوگل آنالیز، 2nd edition, Sybex (شومیز)
- Kaushikهای Avinash (2009) تجزیه و تحلیل ترافیک وب ۲٫۰ - هنر آنلاین پاسخگویی و علم مشتری مداری است. Sybexهای Wiley.
- Mortensen, Dennis R. (2009) Yahoo! وب سایت تجزیه و تحلیل ترافیک. Sybex.
- Farris, P. Bendleهای n. t. Pfeifer, P. E. Reibstein, D. J. (2009) کلید بازاریابی معیارهای ۵۰+ معیارهای هر مدیر باید بدانید، Prentice Hall, London.
- پلازا B (2009) نظارت بر ترافیک وب سایت منبع اثر با Google Analytics: یک آزمایش با بار سری. Aslib رسیدگی، ۶1(5): ۴۷۴–۴۸۲.
- Good Shopping, شبیه (۲۰۰۸) چند کاناله بازاریابی است. معیارهای و روش در و آفلاین موفقیت است. Sybex.
- Tullis, Tom & Albert, لایحه (۲۰۰۸) اندازه‌گیری تجربه کاربر. جمع‌آوری و تحلیل و ارائه قابلیت استفاده از معیارهای. Morgan Kaufmannهای Elsevier, Burlington, MA.
- Kaushikهای Avinash (2007) تجزیه و تحلیل ترافیک وب: یک ساعت یک روز Sybexهای Wiley.
- برادلی N (2007) تحقیقات بازاریابی است. ابزارها و تکنیک‌های. انتشارات دانشگاه آکسفورد،  Oxford,.
- Burby جیسون و کانزاس، Shane (2007) عملی تجزیه و تحلیل ترافیک وب: با استفاده از داده‌های هوشمند را به تصمیم‌گیری کسب و کار.
- Davis, J. (2006) 'معیارهای بازاریابی: چگونه برای ایجاد برنامه‌های بازاریابی پاسخگو که واقعاً کار' John Wiley & Sons (آسیا).
- Eric Peterson T (2005) وب سایت اندازه‌گیری هک. اورایلی مدیا کتاب.
- Eric Peterson T (2004) تجزیه و تحلیل ترافیک وب Demystified: یک بازاریاب راهنمای شناخت چگونه وب سایت خود را تحت تأثیر قرار کسب و کار شما. Celilo گروه رسانه‌های
- Lenskold, J. (2003) 'ROI بازاریابی: چگونه به برنامه‌ریزی‌های اندازه‌گیری و بهینه‌سازی استراتژی‌های سود لندن: McGraw Hill معاصر
- Sterne, J. (2002) Web معیارهای روش‌های اثبات شده برای اندازه‌گیری موفقیت وب سایت، لندن،: John Wiley & Sons.
- Srinivasan, J .(2001) تجارت الکترونیکی معیارهای مدل‌ها و نمونه‌های لندن: Prentice Hall.
- ژنگ، J. G. و Peltsverger, S. (2015) Web Analytics بررسی اجمالی در کتاب: دائرةالمعارف علوم و فناوری اطلاعات، Third Edition ناشر: IGI Global ویراستاران: مهدی خسروپور